# Исламабадский зоопарк
Исламабадский зоопарк (урду اسلام آباد چڑیا گھر‎), ранее известный как Зоопарк Мархазар, — зоопарк площадью в 82 акра, располагающийся в Федеральной столичной территории Пакистана. Он был открыт в 1978 году и находится в ведении Столичного департамента развития Пакистана.

## История
История зоопарка началась в 1978 году как место прибежища леопардов, аксисов и индийских газелей, найденных в регионе. Это место приобретало популярность и стало частью японского сада. Позднее был сооружён вольер. Столичный департамент развития разработал к августу 2008 года план по модернизации и расширению зоопарка в качестве зоны отдыха и заповедника. Заявленная стоимость проекта составила 1407.8 миллионов пакистанских рупий.

## Список некоторых животных зоопарка
Птицы
- Чёрный коршун
- Чёрный лебедь
- Волнистый попугайчик
- Обыкновенный фазан
- Зелёный павлин
- Обыкновенный павлин
- Лебедь-шипун
- Страус
- Сизый голубь
- Степной орёл
- Большой желтохохлый какаду
- Александров кольчатый попугай

Млекопитающие
- Азиатский слон
- Гарна
- Индийская газель
- Леопард
- Нильгау
- Бурчеллова зебра
- Уриал
- Верветка